# Кутузово (Псковская область)
Кутузово — деревня в Карамышевской волости Псковского района Псковской области России.
Расположена в 6 км к западу от села Карамышево и в 20 км к востоку от центра города Пскова.
Численность населения деревни по состоянию на 2000 год составляла 20 человек.